# Балка Попасна
Балка Попасна (рос. б. Попасная; Балка Попасная) — балка (річка) в Україні у Довжанському районі Луганської області. Ліва притока річки Кріпка (басейн Азовського моря).

## Опис
Довжина балки приблизно 8,25 км, найкоротша відстань між витоком і гирлом — 6,89  км, коефіцієнт звивистості річки — 1,20 . Формується багатьма балками та загатами.

## Розташування
Бере початок на північно-східній стороні від села Зеленопілля. Тече переважно на південний схід і у селі Дар'їно-Єрмаківка впадає у річку Кріпку, ліву притоку річки Тузліва.

## Цікаві факти
- На правому березі балки розташований автошлях М03[3] (автомобільний шлях міжнародного значення на території України, Київ — Харків — кпп Довжанський (державний кордон з Росією)).